# アンタス・デ・ウジャ

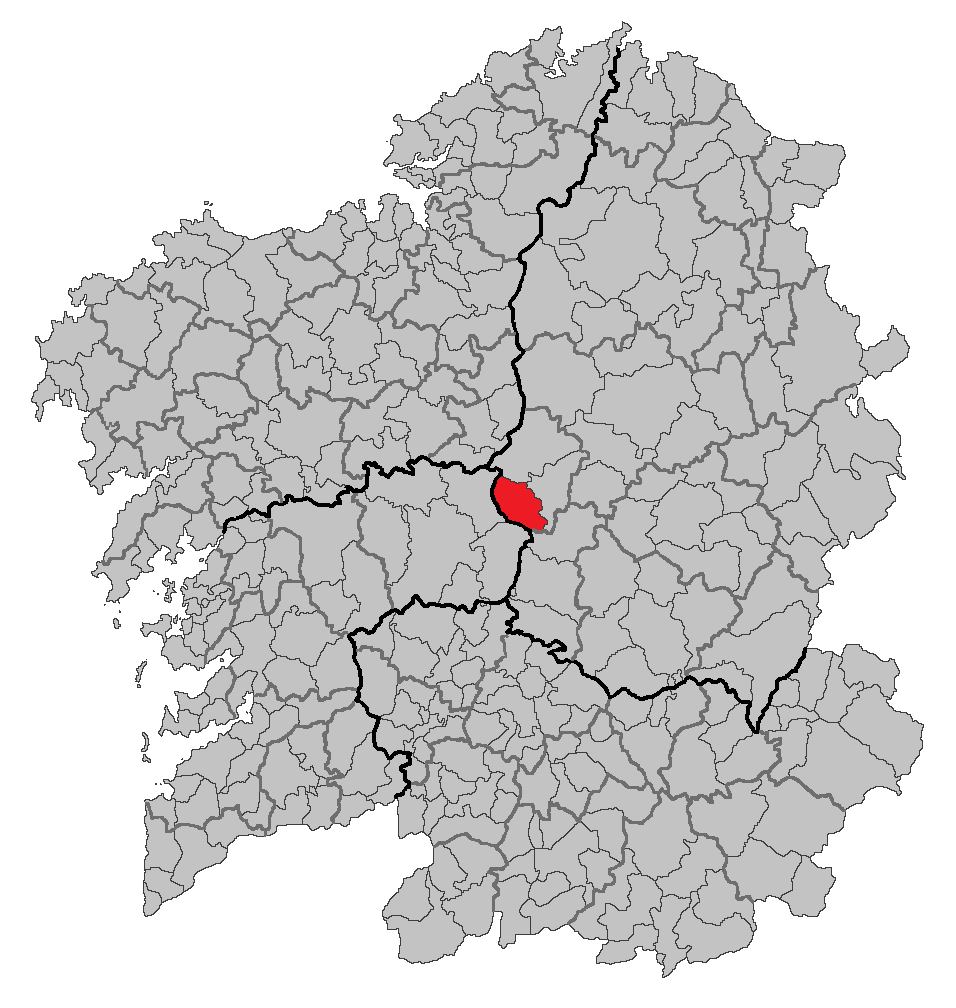

アンタス・デ・ウジャ（Antas de Ulla）は、スペイン、ガリシア州、ルーゴ県の自治体で、コマルカ・ダ・ウジョーアに属す。2009年の人口は、ガリシア統計局によると2,407人（2006年：2,573人、2005年：2,602人、2004年：2,640人、2003年：2,676人）である。住民呼称は、規範では認められていないものの、男女同形のulloaが使われる。
ガリシア語話者の自治体人口に占める割合は98.74％（2001年）。

## 地理
アンタス・デ・ウジャは、ルーゴ県の西南部に位置し、コマルカ・ダ・ウジョーアに属する。北はパラス・デ・レイと、東はモンテローソと、南はタボアーダとロデイロと（ポンテベドラ県）、西はアゴラーダ（ポンテベドラ県）の各自治体と隣接する。自治体の中心はアンタス・デ・ウジャ教区の、同名のアンタス・デ・ウジャ地区で、県都ルーゴからは45kmの距離にある。
地形は基本的には平坦であるが、標高956mのファレーロ山とオルベーダ教区に発するウジャ川とその水系の多くの支流が流れている。

### 人口
アンタス・デ・ウジャの人口は28の教区の132の集落に分散している。
| アンタス・デ・ウジャの人口推移 1900－2010               |
|                                                         |
| 出典:INE（スペイン国立統計局）1900年 - 1991年、1996年 - |

## 歴史
アンタス・デ・ウジャの領域での最初の人類の定住は新石器時代にさかのぼると考えられている。自治体内には、古墳やドルメンなど多くの巨石文化時代の遺構が残されており、これらは総称してアンタ（anta）と呼ばれ、自治体名のアンタスはこのことに由来している。青銅器時代については、銀製の方形の螺旋状の装飾品が発見されており、これは現在ポンテベドラ県立博物館で見ることができる。
青銅器時代からカストロ文化時代へ至る時代、洞窟壁画が盛んに描かれていたころ、この地は金属取引に強く結びついており、ペトログリフが刻まれていたと考えられている。自治体内には多くのペトログリフが残されており、その保存状態はガリシアの他の地域に比べても良好である。残されているペトログリフは合わせて54あり、4つのタイプに分類されている。
紀元前4世紀からローマ帝国の崩壊までの間、ガリシアのほぼ中央に位置するこの地は、カストロ文化についても重要な足跡を残している。多くのカストロが発見されており、この地にはその時代、多くの定住者がいたことがうかがわれる。

## 政治
自治体首長は、ガリシア国民党（PPdeG）のハビエル・バレーラ・ペレス（Javier Varela Pérez）、自治体評議員はガリシア国民党：6、ガリシア社会党（PSdeG-PSOE）：3、ガリシア民族主義ブロック（BNG）：2となっている（2007年自治体選挙の結果）。

## 教区
アンタス・デ・ウジャは28の教区に分けられる。太字は自治体中心地区のある教区。
- アグエーラ（サン・マメーデ）
- アルビドロン（サンタ・マリーア）
- アモエーシャ（サンティアーゴ）
- アンタス・デ・ウジャ（サン・ショアン）
- アルボル（サンタージャ）
- アルコス（サンタ・マリーア）
- アレアス（サンタ・クリスティーナ）
- バレイロ（サン・シブラーオ）
- カサ・デ・ナイア（サンタ・マリーア）
- ア・セルベーラ（サン・ミゲル）
- シブレイロ（サン・ミゲル）
- クティアン（サン・ショアン）
- ドーラ（サンティアーゴ）
- ファチャ（サン・シアーオ）
- オルベーダ（サンタ・マリーア）
- ペイバス（サン・ロウレンソ）
- ケイシェイロ（サン・ペドロ）
- レボレード（サンティアゴ）
- オ・リアル（サント・アンドレ）
- サン・フィス・デ・アマランテ（サン・フィス）
- サン・マルティーニョ・デ・アマランテ（サン・マルティーニョ）
- サンタ・マリーニャ・ド・カストロ・デ・アマランテ（サンタ・マリーニャ）
- サンティソ（サンタージャ）
- サント・エステーボ・ド・カストロ・デ・アマランテ（サント・エステーボ）
- セナンデ（サン・ミゲル）
- テーラ・チャ（サン・シュルショ）
- ビラヌーニェ（サン・サルバドール）
- ビラポウプレ（サン・マルティーニョ）